# NGC 716
NGC 716 је спирална галаксија у сазвежђу Ован која се налази на NGC листи објеката дубоког неба.
Деклинација објекта је + 12° 42' 30" а ректасцензија 1h 52m 59,5s. Привидна величина (магнитуда) објекта NGC 716 износи 13,0 а фотографска магнитуда 13,9. Налази се на удаљености од 57,577 милиона парсека од Сунца. NGC 716 је још познат и под ознакама IC 1743, UGC 1351, MCG 2-5-54, CGCG 437-49, IRAS 01503+1227, PGC 6982.